# Anni 20
Gli anni 20 sono il decennio che comprende gli anni dal 20 al 29 inclusi.

## Eventi, invenzioni e scoperte
- In Cina cade la dinastia Xin e torna al potere la dinastia Han